# Bloco Latino
Bloco Latino (em italiano:  Blocco Latino, em francês:  Bloc Latine, em castelhano:  Bloque Latino) foi uma proposta de aliança feita entre a década de 1920 à década de 1940 que teve inicio com o Duce Benito Mussolini da Itália propondo tal bloco em 1927 entre Itália, França, Espanha e Portugal, na qual constituiria em uma aliança baseada na civilização latina e cultura comuns dessas nações.  A proposta foi discutida publicamente entre os governos da Itália, Espanha e França durante a Segunda Guerra Mundial. 
Na década de 1930 o primeiro-ministro francês Pierre Laval, ao lado dos conservadores franceses, expressou apoio a um Bloco Latino com Itália e Espanha. 
Durante a Segunda Guerra Mundial, a proposta foi discutida entre Mussolini, o Caudillo Francisco Franco da Espanha, e o chefe de Estado da França de Vichy Philippe Pétain. No entanto, a aliança não se concretizaria. 
O principal esforço visava a criação de um "Eixo Roma-Madrid" em que Franco adquiriria uma participação pessoal: o "generalíssimo" Franco reuniu-se com o marechal Pétain em Montpellier em outubro de 1940 para discutir a ideia e com Mussolini em Bordighera em fevereiro de 1941.